# Banjo Paterson

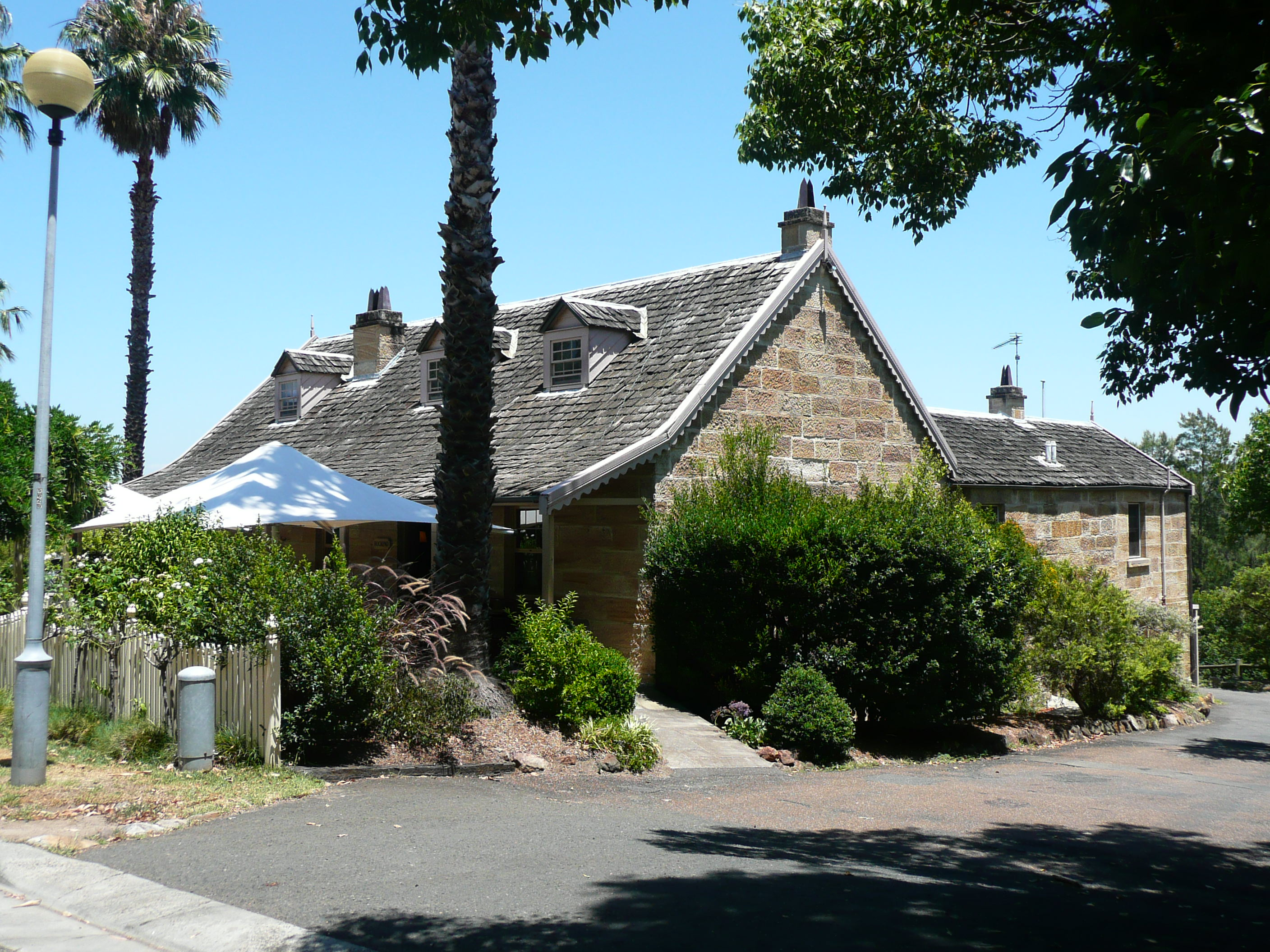
Cabana Gladesville Rockend, unde a locuit Paterson în anii 1870 și 1880

Andrew Barton „Banjo” Paterson, CBE (n. 17 februarie 1864, City of Orange⁠(d), Noul Wales de Sud, Australia – d. 5 februarie 1941, Sydney, Australia) a fost un poet, prozator și jurnalist australian. A scris numeroase balade și poezii despre viața australiană, concentrându-se în special pe regiunile rurale și din interior, mai ales pe zona din jurul satului Binalong (New South Wales), unde și-a petrecut o mare parte a copilăriei. Cele mai cunoscute poezii ale lui Paterson sunt „Clancy of the Overflow” (1889), „The Man from Snowy River” (1890) și „Waltzing Matilda” (1895), care este considerat pe scară largă drept imnul național neoficial al Australiei.

## Tinerețe
Andrew Barton Paterson s-a născut pe proprietatea „Narrambla” din apropierea orașului Orange, New South Wales, ca fiul cel mai mare al lui Andrew Bogle Paterson, un imigrant scoțian din Lanarkshire, și al Rosei Isabella Barton, originară din Australia și înrudită cu Edmund Barton, viitorul prim-ministru al Australiei. Familia Paterson a locuit în zona izolată Buckinbah Station de la marginea satului Yeoval (NSW) până când Banjo a împlinit vârsta de cinci ani; tatăl său și-a pierdut atunci stocul de lână în urma unei inundații și a fost nevoit să-și vândă proprietatea. Atunci când unchiul lui Banjo, John Paterson, a murit, familia sa a preluat ferma acestuia din Illalong, lângă Yass, aproape de drumul principal dintre Melbourne și Sydney. Carele cu boi și diligențele i-au devenit familiare micului Banjo. El a văzut, de asemenea, călăreți din zona râului Murrumbidgee și a Munților Snowy participând la curse de cai și la meciuri de polo, ceea ce i-a provocat pasiunea pentru cai și i-au inspirat scrierile.
Educația timpurie a lui Banjo a provenit de la o guvernantă, dar atunci când el a fost capabil să călărească un ponei a putut merge la școala din Binalong. El a fost trimis în 1874 la Sydney Grammar School, având performanțe bune atât ca elev, cât și ca sportiv. În acest timp, a locuit în cabana Rockend din suburbia Gladesville. Cabana este acum înscrisă în Registrul Patrimoniului Național și în Registrul Patrimoniului statului New South Wales. Banjo a părăsit această școală prestigioasă la vârsta de 16 ani, după ce a picat examenul pentru obținerea unei burse la Universitatea din Sydney.

## Carieră
Paterson a fost funcționar juridic la o firmă din Sydney condusă de Herbert Salwey și a devenit avocat în 1886. În anii în care a profesat ca avocat, a început să scrie literatură. Începând din 1885 a trimis poezii care au fost publicate în The Bulletin, o revistă literară cu orientare naționalistă. Scrierea sa cea mai veche a fost un poem care critica războiul britanicilor din Sudan, la care participau și militari australieni. Revista sus-menționată a reprezentat în următorul deceniu o platformă importantă pentru publicarea scrierilor lui Paterson, care au apărut sub pseudonimul „The Banjo”, numele calului său preferat. Paterson a fost unul dintre cei mai populari scriitori ai revistei în anii 1890 și s-a împrietenit cu alți scriitori importanți ai literaturii australiene, precum E.J. Brady, Harry „Breaker” Morant, Will H. Ogilvie și Henry Lawson. El s-a angajat într-o rivalitate poetică amicală cu Lawson cu privire la atracția vieții în mijlocul naturii.

### Activitatea jurnalistică

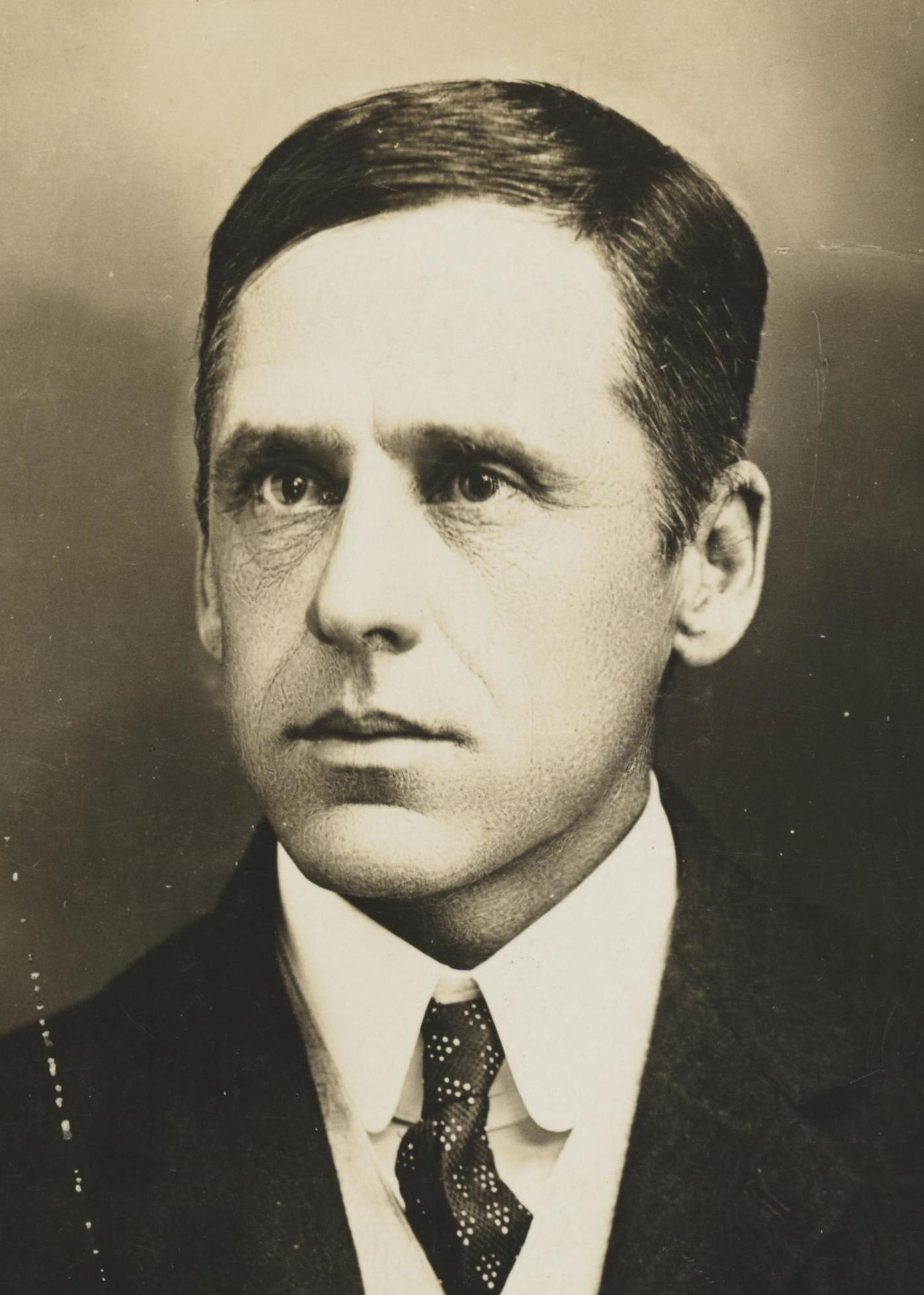
Portret de studio realizat de Falk Studios

Paterson a devenit corespondent de război pentru The Sydney Morning Herald și The Age în timpul celui de-al Doilea Război al Burilor, navigând spre Africa de Sud în octombrie 1899. Relatările sale expresive despre asedierea orașului Kimberley, capitularea orașului Bloemfontein (unde a fost primul corespondent care a călătorit) și capturarea Pretoriei au atras atenția presei din Marea Britanie. O cutie de ciocolată, creată de compania britanică Cadbury pentru regina Victoria și trimisă trupelor care luptau în Africa de Sud ca un cadou de Anul Nou 1900, a fost descoperită nedesfăcută printre manuscrisele lui Paterson de la Biblioteca Națională a Australiei în 2020. El a fost, de asemenea, corespondent în timpul Răscoalei boxerilor, unde l-a cunoscut pe George „Chinese” Morrison, relatând mai târziu întâlnirea lor. A fost apoi redactor la Sydney Evening News (1904–1906) și la Town and Country Journal (1907–1908).

### Pauza și serviciul militar
În 1908, după o călătorie în Regatul Unit, a decis să renunțe la jurnalism și la literatură și s-a mutat împreună cu familia pe o proprietate de 40.000 acri (16.000 ha) lângă orașul Yass.
În Primul Război Mondial, Paterson a călătorit în Europa, unde a încercat fără succes să devină corespondent de război în Flandra, dar a devenit șofer de ambulanță la Spitalul Voluntarilor Australieni din Wimereux (Franța). S-a întors în Australia la începutul anului 1915 și, în calitate de veteran onorific, a efectuat trei călătorii călare în Africa, China și Egipt. A fost înrolat în Unitatea a 2-a Cavalerie a Forței Expediționare Imperiale Australiene la 18 octombrie 1915, servind inițial în Franța, unde a fost rănit și dat dispărut în iulie 1916 și, mai târziu, ca ofițer comandant al unității cu garnizoana în orașul Cairo (Egipt). A fost repatriat în Australia și demobilizat din armată cu gradul de maior în aprilie 1919. Soția lui se înrolase ca voluntară în cadrul Crucii Roșii și lucrase într-o unitate de ambulanță, alături de soțul ei.

## Activitatea ulterioară

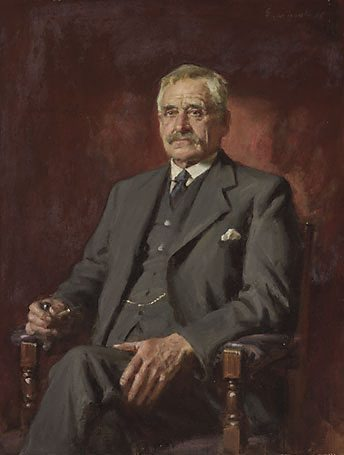
Portretul lui Banjo Paterson realizat de John Longstaff, câștigător al premiului Archibald în 1935

Un al treilea volum de poezii intitulat Saltbush Bill JP a fost publicat chiar în momentul întoarcerii sale în Australia, iar Paterson a continuat să publice versuri, povestiri și eseuri, scriind în același timp pentru săptămânalul Truth. A mai scris articole despre meciurile de fotbal și de rugby în anii 1920 pentru Sydney Sportsman.

## Viața personală

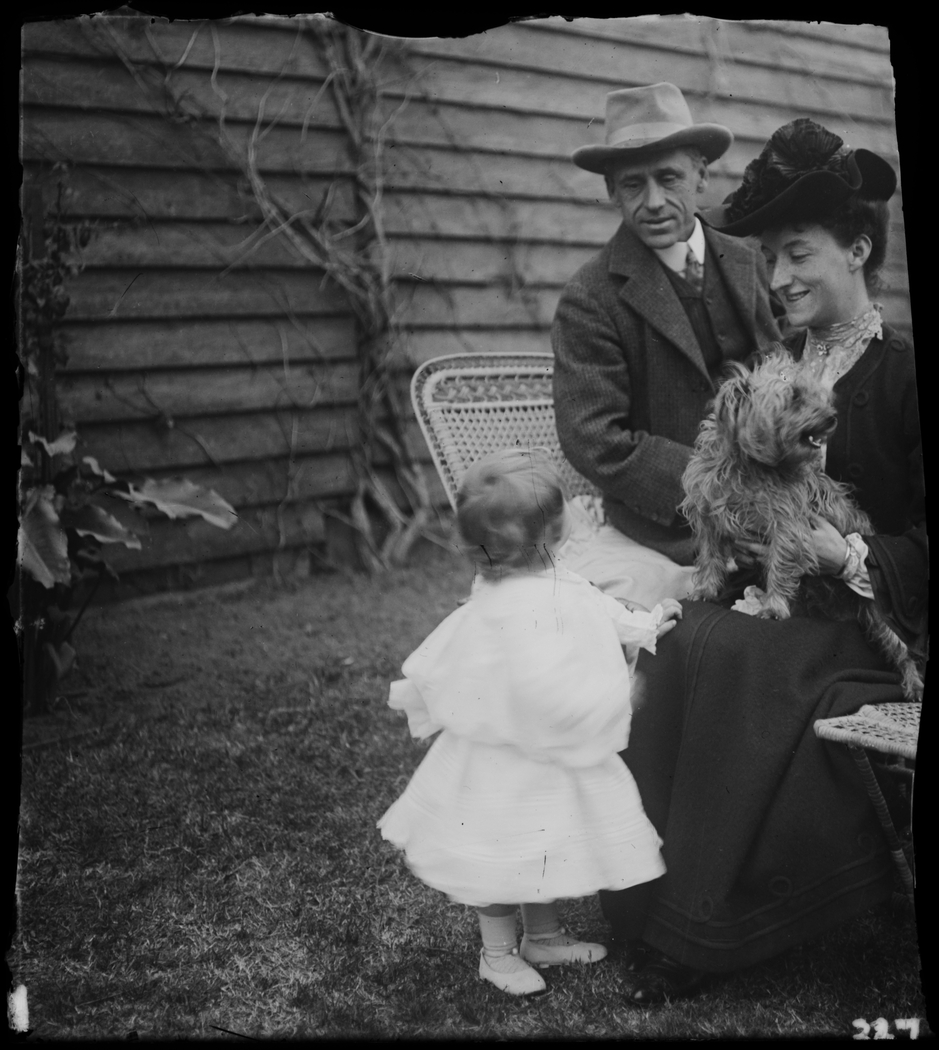
Paterson cu soția sa, Alice, și fiica Grace, fotografiați de Lionel Lindsay

La 8 aprilie 1903 s-a căsătorit cu Alice Emily Walker din Tenterfield Station în Biserica Presbiteriană „St Stephen” din Tenterfield, New South Wales. Prima lor casă a fost pe Queen Street din Woollahra. Soții Paterson au avut doi copii: Grace (născută în 1904) și Hugh (născut în 1906).
Paterson fusese logodit anterior timp de opt ani cu Sarah Riley, dar această relație s-a încheiat brusc în 1895, atunci când a călătorit împreună cu logodnica sa la Dagworth Station din Queensland, unde locuia familia Macpherson. Aici Paterson a cunoscut-o pe cea mai bună prietenă a logodnicei sale din perioada școlii, Christina Macpherson, care a compus muzica pentru care el a scris apoi versurile celebrului poem „Waltzing Matilda”. Cu toate acestea, în urma acestei colaborări, Paterson a fost nevoit să părăsească proprietatea, întâmplare care i-a făcut pe istorici să susțină că el era un afemeiat și că s-a angajat într-o legătură romantică scandaloasă cu Macpherson.
Banjo Paterson a murit în urma unui atac de cord la Sydney în 5 februarie 1941, la vârsta de 76 de ani. Mormântul soților Paterson se află în Northern Suburbs Memorial Gardens and Crematorium din Sydney.

## Activitatea literară

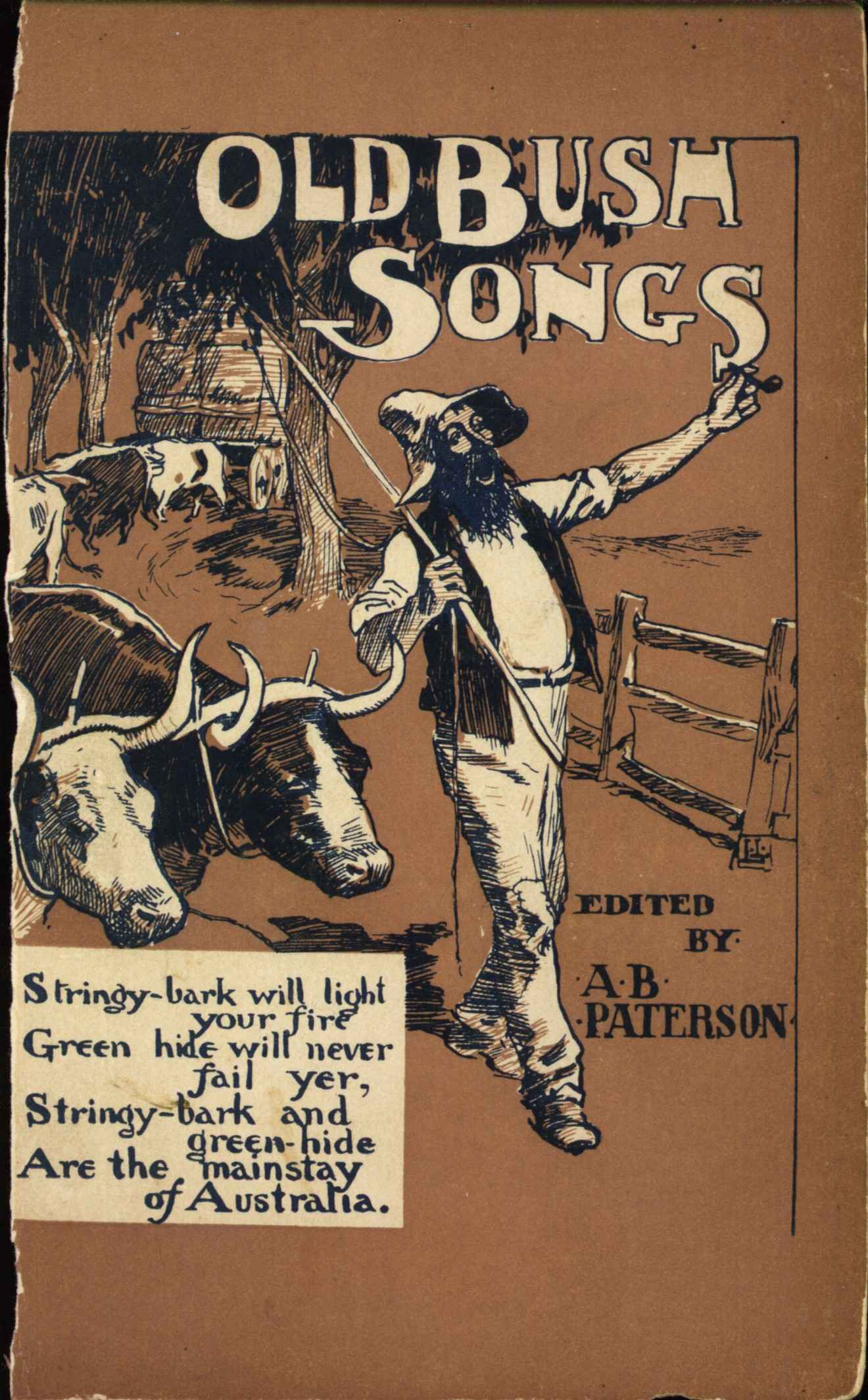
Coperta volumului de balade Old Bush Songs (1905)

Publicarea poemului „The Man from Snowy River” și a altor cinci balade în revista literară The Bulletin a făcut din „The Banjo” un nume cunoscut. Editura Angus & Robertson a publicat aceste poezii în 1895 într-un volum de versuri. Cartea s-a vândut în 5.000 de exemplare în primele patru luni de la apariție.
În 1895 Paterson s-a îndreptat împreună cu logodnica lui, Sarah Riley, spre stația Dagworth din apropierea orașului Winton, Queensland. Cei doi s-au întâlnit cu Christina Macpherson, vechea prietenă din școală a lui Sarah, care participase recent la o cursă de cai în orașul Warrnambool (Victoria). Macpherson auzise cântând acolo o trupă muzicală, iar o melodie i-a rămas în minte și a interpretat-o la autoharpă pentru Paterson. Melodia l-a impresionat pe poet și l-a determinat să scrie poemul „Waltzing Matilda”. Cu toate că au existat multe dezbateri cu privire la sursa de inspirație a textului, cântecul a devenit una dintre cele mai cunoscute și cântate balade ale sale.
În plus, el a scris textele unor cântece interpretate la pian, precum „The Daylight is Dying” și „Last Week”. Acestea au fost, de asemenea, publicate de Angus & Robertson între anii 1895 și 1899. Aceiași editori au publicat în 1905 volumul Old Bush Songs, care conținea o colecție de balade pe care Paterson le adunase încă din 1895.
Deși în cea mai mare parte a vieții sale adulte, Paterson a trăit și a lucrat în Sydney, poemele sale au prezentat în mare parte o viziune extrem de romantică asupra „bush”-ului și a figurii iconice a „bushman”-ului. Influențată de opera unui alt poet australian, John Farrell, reprezentarea de către el a „bushman”-ului ca un singuratic dur, independent și eroic a devenit imaginea ideală a tipului caracteristic național. Opera sa poetică este adesea comparată cu proza lui Henry Lawson, în special cu povestirea „The Drover's Wife”, care oferă o viziune mult mai puțin romantică asupra greutăților vieții rurale australiene de la sfârșitul secolului al XIX-lea.
Paterson a fost autorul a două romane: An Outback Marriage (1906) și The Shearer's Colt (1936) și a scris mai multe povestiri incluse în volumul Three Elephant Power and Other Stories (1917), precum și o carte inspirată de experiențele sale ca reporter de război: Happy Dispatches (1934). De asemenea, a scris o carte pentru copii: The Animals Noah Forgot (1933)
Actorul Jack Thompson,care a jucat rolul Clancy în adaptarea cinematografică din 1982 a poemului „The Man from Snowy River”, a realizat înregistrări sonore ale mai multor poezii cunoscute ale lui Paterson. Fără a avea vreo legătură cu filmul, un serial de televiziune australian cu același nume a fost difuzat în anii 1990.
Presa australiană a menționat în august 2008 că o poezie necunoscută anterior a fost găsită într-un jurnal de război scris în timpul Războiului Burilor.

## Moștenire

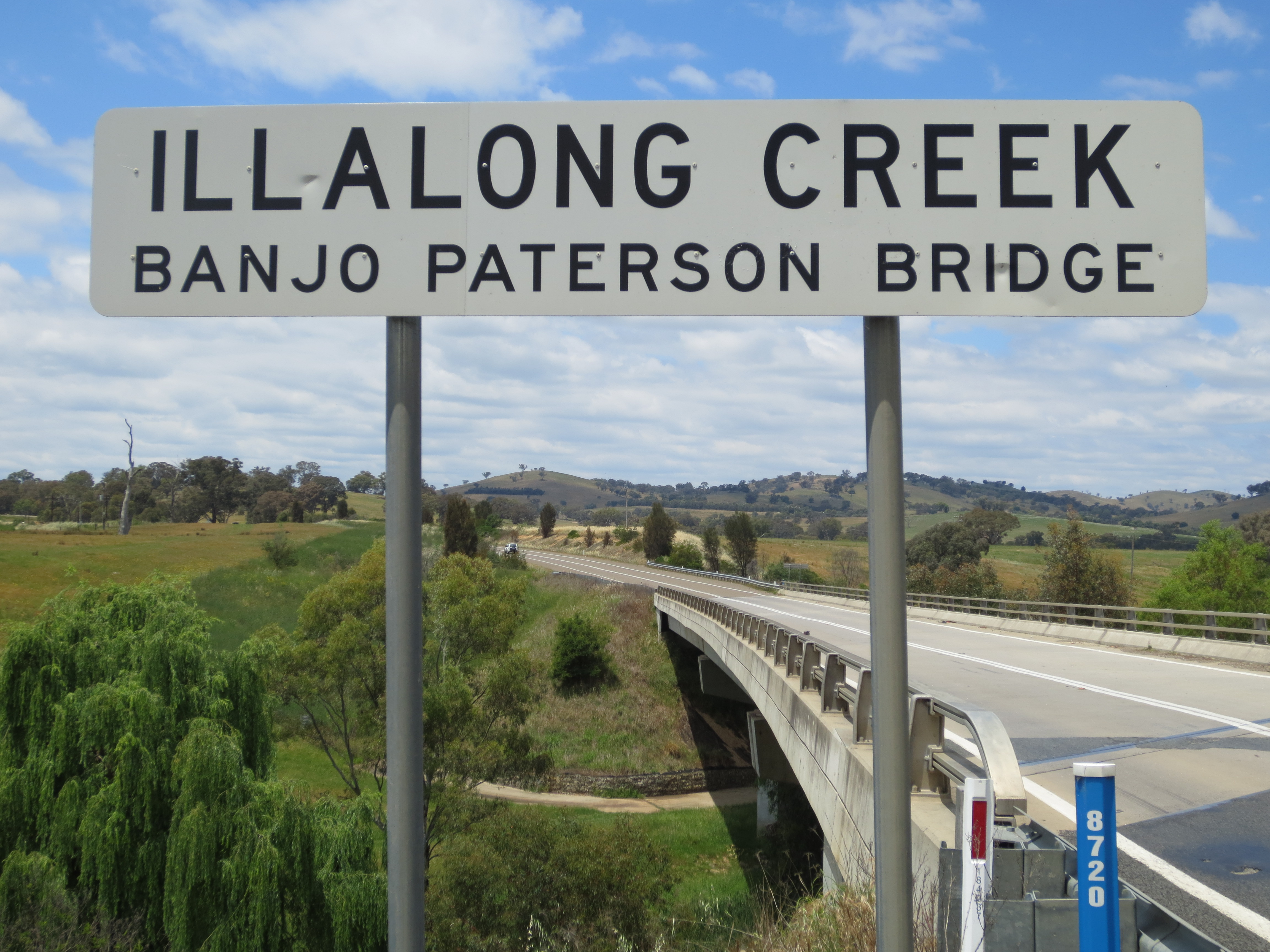
Podul „Banjo Paterson! din apropiere de Illalong

Imaginea lui Banjo Paterson apare pe bancnota de 10 dolari australieni, împreună cu o ilustrație inspirată din „The Man From Snowy River” și cu textul poemului, ca parte a microprintului de protecție împotriva falsificării.
Banjo Paterson a fost onorat în 1981 prin emiterea unui timbru poștal dedicat lui de către Australia Post.
A.B. Paterson College, din suburbia Arundel a orașului Gold Coast (Australia), poartă numele lui Paterson. 
Biblioteca A.B. „Banjo” Paterson de la Sydney Grammar School a fost numită după Paterson.
Un premiu bienal Banjo Paterson pentru poezie și piese de teatru într-un singur act este decernat la Festivalul Artelor din Orange, New South Wales și există, de asemenea, un premiu anual Banjo al National Book Council. Orașul Orange are și un festival anual de poezie intitulat Banjo Paterson.
O navă Wooden Diesel de 47 de ani, aflată în proprietate privată, din Carrum, Victoria, a primit numele Banjo Paterson și, în mod întâmplător, circulă în mod regulat în sus și în jos pe râul Patterson.
O interpretare a cântecului „Waltzing Matilda” de către cântărețul de muzică western și country Slim Dusty a fost primul cântec difuzat de astronauți pe Pământ în anul 1983.
Banjo Paterson s-a clasat pe locul 1 în lista „The Greatest of All - Our 50 Top Australians”, publicată de ziarul The Australian pe 27 iunie 2013.

## Opera literară

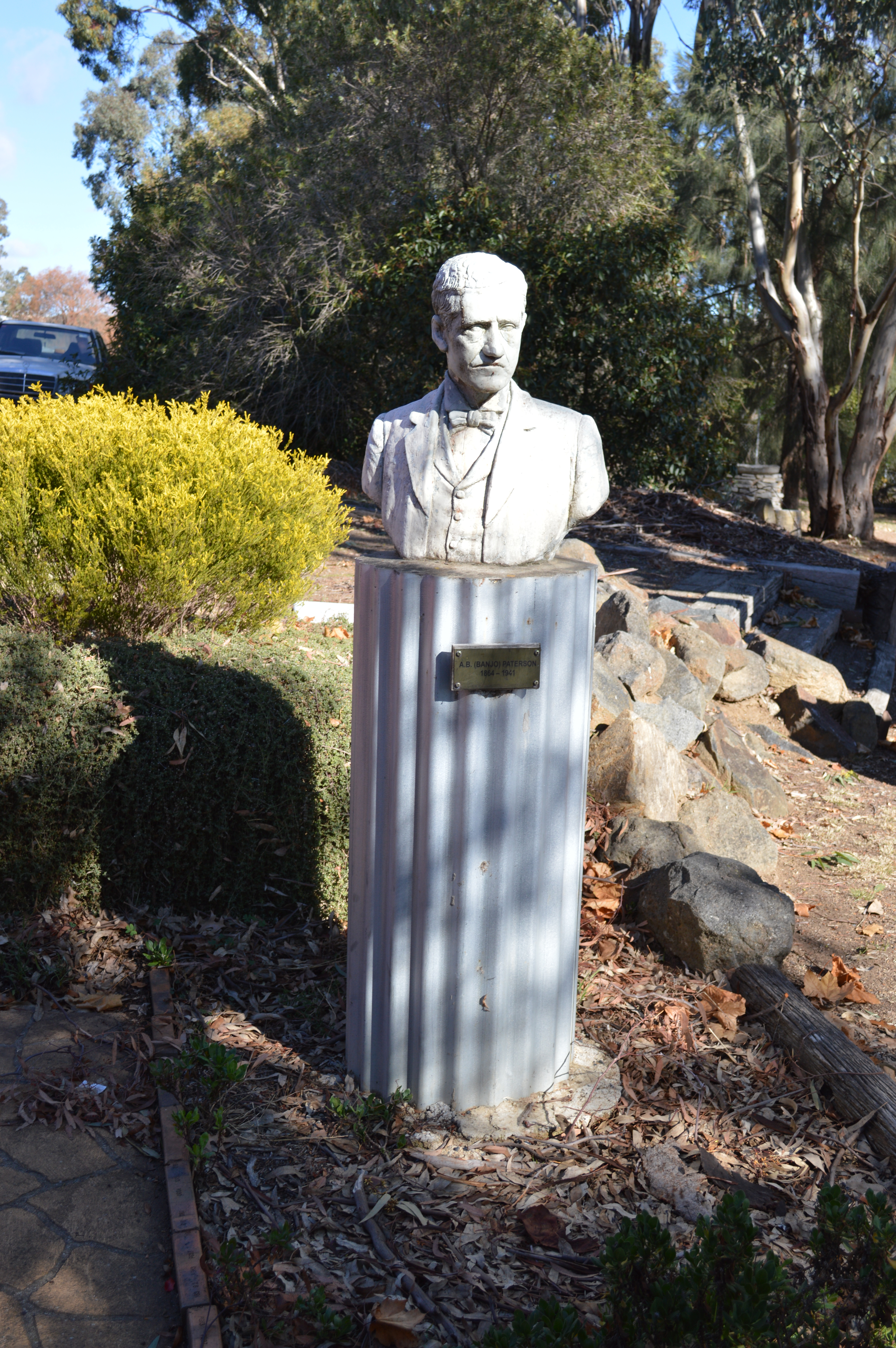
Bustul lui Paterson din Binalong

### Volume
- The Man from Snowy River and Other Verses (1895)
- Rio Grande's Last Race and Other Verses (1902)
- Three Elephant Power and Other Stories (1917)
- Saltbush Bill, J.P., and Other Verses (1917)
- The Animals Noah Forgot (1933)
- Happy Dispatches (1934)
- The Man from Snowy River and Other Verses (1961)
- The World of 'Banjo' Paterson: His Stories, Travels, War Reports and Advice to Racegoers, editat de Clement Semmler (1967)
- Banjo Paterson's Horses: The Man from Snowy River, Father Riley's Horse, Story of Mongrel Grey (1970)
- Poems of Banjo Paterson (1974)
- Poems of Banjo Paterson: Volume Two (1976)
- The Best of Banjo Paterson, alcătuit de Walter Stone (1977)
- Happy Dispatches: Journalistic Pieces from Banjo Paterson's days as a War Correspondent (1980)
- Banjo Paterson: Short Stories (1980)
- Banjo Paterson's Old Bush Songs, editat de Graham Seal (1983)
- Banjo Paterson: A Children's Treasury (1984)
- The Banjo's Best-Loved Poems: Chosen by his Grand-Daughters, alcătuit de Rosamund Campbell și Philippa Harvie (1985)
- A. B. Paterson's Off Down the Track: racing and other yarns, alcătuit de Rosamund Campbell și Philippa Harvie (1986)
- Banjo Paterson's Poems of the Bush (1987)
- Banjo Paterson's People: selected poems and prose (1987)
- A Literary Heritage: 'Banjo' Paterson (1988)
- Banjo Paterson's Australians : Selected Poems and Prose (1989)
- A Vision Splendid: The Complete Poetry of A. B. 'Banjo' Paterson (1990)
- A. B. 'Banjo' Paterson: A Book of Verse (1990)
- Snowy River Riders: selected poems (1991)
- Selected Poems: A. B. Paterson, alcătuit de Les Murray (1992)
- A. B. 'Banjo' Paterson: Bush Ballads, Poems, Stories and Journalism, editat de Clement Semmler (1992)
- Banjo Paterson Favourites (1992)
- Singer of the Bush: The Poems of A. B. Paterson (1992)
- Selected Verse of 'Banjo' Paterson (1992)
- Banjo Paterson: His Poetry and Prose, alcătuit de Richard Hall (1993)
- Favourite Poems of Banjo Paterson (1994)
- In the Droving Days, alcătuit de Margaret Olds (1994)
- Under Sunny Skies (1994)
- Banjo's Animal Tales (1994)
- The Works of 'Banjo' Paterson (1996)
- The Best of Banjo Paterson, alcătuit de Bruce Elder (1996)
- Banjo's Tall Tales (1998)
- From the Front : Being the Observations of Mr. A.B. (Banjo) Paterson: Special War Correspondent in South Africa: November 1899 to July 1900, for the Argus, the Sydney Mail, the Sydney Morning Herald, editat de R. W. F. Droogleever (2000)
- Mulga Bill's Bicycle and Other Classics (2005)
- The Bush Poems of A. B. (Banjo) Paterson, alcătuit de Jack Thompson (2008)
- The Battlefield Poems of A.B. (Banjo) Paterson, alcătuit de Jack Thompson (2010)
- Banjo Paterson Treasury, ilustrat de Olso Davis (2013)
- Looking for Clancy: Ballads by A. B. 'Banjo' Paterson, ilustrat de Robert Ingpen (2013)
- Banjo Paterson Treasury (2013)

### Lucrări individuale (selecție)
- „Clancy of the Overflow” (1889)
- „The Man from Snowy River” (1890)
- „In Defence of the Bush” (1892)
- „The Man from Ironbark” (1892)
- „Saltbush Bill” (1894)
- „Waltzing Matilda” (1895)
- „Hay and Hell and Booligal” (1896)
- „Mulga Bill's Bicycle” (1896)
- „T.Y.S.O.N.” (1898)
- „We're All Australians Now” (1915)
- „A Bush Lawyer” (1933)